# Le Petit Monde de Laura Cadieux
Pour les articles homonymes, voir Cadieux.
C't'à ton tour, Laura Cadieux
Le Petit Monde de Laura Cadieux est une série télévisée humoristique québécoise totalisant 27 épisodes, réalisée et écrite par Denise Filiatrault. La première saison composée de sept épisodes de 45 minutes a été diffusée à partir du 5 avril 2003 à Séries+, puis vingt épisodes de 22 minutes du 12 septembre 2005 au 26 mars 2007 sur le réseau TVA. La série est inspirée du film C't'à ton tour, Laura Cadieux sorti en 1998, œuvre de Michel Tremblay paru en 1973.
L'histoire se déroule essentiellement à Montréal dans le quartier Hochelaga-Maisonneuve où se trouve le marché Maisonneuve.

## Synopsis
Laura Cadieux est une dame Montréalaise du quartier Hochelaga-Maisonneuve qui vit une vie assez mouvementée en compagnie de sa famille, de ses voisins et de ses amies, avec lesquelles elle discute et s'amuse au restaurant ou autour d'un jeu de cartes et d'un sac de croustilles, en discutant des derniers potins du quartier, en attendant de recevoir leur injection pour perdre du poids dans la salle d'attente de leur gynécologue.

## Fiche technique
- Scénariste : Denise Filiatrault
- Réalisation : Sophie Lorain, François Reid et Denise Filiatrault
- Société de production : Cinémaginaire TV

## Distribution
- Lise Dion : Laura Cadieux
- Pierrette Robitaille : Thérèse Therrien (Mme Therrien)
- Danièle Lorain: Vovonne
- Véronique Le Flaguais : La Belle-mère
- Adèle Reinhardt : Lucille Bolduc
- Sonia Vachon : Alice Thibodeau
- Martin Drainville : Albert (Bébert)
- Samuel Landry : Le P'tit
- Mireille Thibault : Mme Gladu
- Jean-Guy Bouchard : Pit Cadieux
- Nathalie Simard : Thérèse Cadieux (belle-sœur de Laura Cadieux)
- Christopher Hall : Christopher (le mari de Thérèse)
- Denise Dubois : Mme Brouillette
- Denis Bouchard : Dédé
- Jean Marchand : le gynécologue
- Valérie Blais : Madeleine Cadieux (fille de Laura et Pit)
- Silvio Orvieto : Gino (le Patron de Pit)
- Isabella Pastena : Angela (la femme de Gino)
- Luc Guérin : Maurice Gendron (le copain de Mme Therrien, saison 2)

## Épisodes

### Première saison (2003)
- Sept épisodes, diffusés à Séries+.

### Deuxième saison (2005)
- Dix épisodes, diffusés à partir du 12 septembre 2005 sur le réseau TVA[2].

### Troisième saison (2007)
- La diffusion des dix épisodes a débuté le 22 janvier 2007 sur TVA[3].

## DVD
- Les coffrets DVD sont distribuées par TVAFILMS et par Cinémaginaire.
- Les coffrets saison 1, 2 et 3 sont disponibles il y a aussi un coffret collection avec la série complète.